# Fujiwara no Yoshifusa
Fujiwara no Yoshifusa (japonès 藤原良房; nascut el 804; mort el 7 d'octubre de 872), va ser el primer dels grans governants del Japó de la família Fujiwara. També va ser anomenat ministre Somedono (染殿大臣) i Shirakawadono (白河殿).

## La vida i la feina
Fujiwara No Yoshifusa (775–826), va ser el segon fill de Fujiwara no Fuyutsugu la seva mare era Fujiwara no Mitsuko (781–821). Va entrar en els passos del seu pare i va promoure activament la concentració de poder de la branca nord de la família Fujiwara. El 814 ell i el seu pare Fuyutsugu van obtenir el favor de la saga de Kaisers i van rebre la princesa Fujiwar no Kiyojime (810–856) a la dona. El 826 es va convertir en cap de la memòria imperial (Kurando) i després va exercir de jutge (chūkenji), director de la universitat, etc., fins que finalment va entrar a la història com a emperador i supervisor de la memòria (Kurōdo cap tō). A l'edat de 31 anys es va convertir en el Conseller d'Estat (Sangi).
A més de la influència del difunt Fuyutsugu, Yoshifusa va assolir la confiança de l'emperador jubilat Saga per les seves habilitats polítiques. En entrar a la seva germana petita Nobuko (809–871) a la cort imperial durant el Jōwa mentrestant, el seu poder va augmentar ràpidament. A través d'un incident, va aconseguir nomenar el príncep imperial Michiyasu (827–858) com l'emperador Montoku, que va néixer a Corona Prince com a fill de Junshi i va ser promogut a Dainagon i 848 ministres a la dreta i al príncep de la corona. Quan l'emperador Deckyō va morir el 850 i l'emperador Montoku va pujar al tron, es va convertir en parent matern i va fer el príncep imperial Korehito, Korehito Shinnō), el fill de l’emperador i la filla Minamoto no Akirakeiko; 956-1049), a l'edat de vuit mesos a un príncep coronel, sense precedents. Era una situació. El febrer de 857, Yoshifusa Daijo Daijin.
L'any següent, amb la mort de l'emperador Montoku, l'emperador Seiwa va augmentar el tron als nou anys, amb Yoshifusa practicant el poder real com a regent i gran ministre d'estat. L'emperador, de 15 anys, va celebrar el seu despertar (Genpuku) el nou any 864, i Yoshifusa, que havia guanyat un peu en l'incident d'Otemon el 866, va seguir el decret de l'emperador, "el govern de la nació". Aquest va ser el primer exemple d'un regent personal que no provenia de la casa imperial. Va aconseguir assegurar aquesta posició per als seus descendents. En fer -ho, va aconseguir establir un govern regent de la família Fujiwara durant els propers 300 anys. La vida de Yoshifusa es va caracteritzar per una forta tendència a aprofitar les oportunitats en lloc de crear precedents per concentrar el poder en un clan. També va estar involucrat en la recopilació dels Annals "Shoku Nihon Kōki".